# 당진 나들목
당진 나들목(Dangjin IC)은 충청남도 당진시 송악읍 반촌리에 설치된 서해안고속도로의 25번 교차로다.
명칭과 달리 당진 시내와는 약 5km가량 멀리 떨어져 있다. 이 나들목에서 당진시내 및 송악읍내로 진출할 수 있으며, 몇몇 시외/고속버스들은 이 나들목 근처의 송악읍 기지시리 기지시시외버스정류장에서 중간 승하차한다.

## 연혁
- 1991년 8월 3일 : 나들목 건설을 위해 충청남도 당진군 송악면 영천리 ~ 반촌리 2.2km 구간 도로구역 결정[1]
- 1998년 4월 3일 : 2000년 12월까지 나들목 개량 공사를 위해 충청남도 당진군 송악면 반촌리 1.4km 구간 도로구역 변경[2]
- 2000년 11월 10일 : 서해안고속도로 안중 ~ 당진 구간 개통과 함께 영업 개시[3]

## 구조물 정보
- 위치: 충청남도 당진시 송악읍 반촌리
- 영업소: 충청남도 당진시 송악읍 반촌로 224
- 한국도로공사 당진지사: 충청남도 당진시 송악읍 반촌로 236

## 접속하는 도로
- 반촌로 (구 국도 제32호선)
- 간접 연결 : 국도 제32호선 (서해로, 가마못 교차로 또는 반촌 교차로 이용), 국도 제34호선 (서해로, 신평 교차로 이용)

## 교통량 정보
| 요금소        | 통행량 (대/일) | 통행량 (대/일) | 통행량 (대/일) | 통행량 (대/일) | 통행량 (대/일) | 통행량 (대/일) | 통행량 (대/일) | 통행량 (대/일) | 통행량 (대/일) | 통행량 (대/일) | 각주  |
| 요금소        | 2001년         | 2002년         | 2003년         | 2004년         | 2005년         | 2006년         | 2007년         | 2008년         | 2009년         | 2010년         | 각주  |
| ------------- | -------------- | -------------- | -------------- | -------------- | -------------- | -------------- | -------------- | -------------- | -------------- | -------------- | ----- |
| 당진 (폐쇄식) | 9,406          | 5,202          | 5,476          | 5,756          | 6,006          | 5,975          | 6,453          | 6,920          | 7,859          | 7,899          | [ 4 ] |
| 요금소        | 2011년         | 2012년         | 2013년         | 2014년         | 2015년         | 2016년         | 2017년         | 2018년         | 2019년         |                | [ 4 ] |
| 당진 (폐쇄식) | 7,998          | 8,217          | 8,750          | 9,178          | 9,409          | 9,233          | 9,188          | 9,342          | 9,202          |                | [ 4 ] |